# Sacha Daout
Sacha Daout est un journaliste belge né le 14 janvier 1975 à Rocourt (Liège) en Belgique. Entre janvier 2010 et juin 2011, il a été directeur de la communication du Standard de Liège, un des principaux clubs belges de football.

## Biographie
Diplômé en journalisme et communication de l'Université libre de Bruxelles, il présente d'abord une émission sportive de la télévision locale namuroise Canal C. En 1999, il est engagé à la RTBF en tant que journaliste sportif et prend part à l'émission Basket One. À partir de septembre 1999, il travaille pour le service d'information générale de la RTBF. Il présente les informations régionales en radio ainsi que le journal télévisé (à l'édition duquel il travaille de 2005 à 2007). Il coprésente ensuite l'émission politique Mise au point.
En décembre 2009, Sacha Daout quitte la RTBF pour rejoindre le club de football dont il est supporter depuis son enfance, le Standard de Liège. Il devient directeur de la communication et porte-parole du club ainsi que rédacteur en chef de Standard TV.
Il quitte le club liégeois lors du rachat du Standard par Roland Duchatelet pour revenir à la RTBF où il est nommé responsable éditorial du web de la chaîne de télévision. Après quelques mois, il est de retour à la rédaction du JT où il réalise des reportages pour les éditions de 13 heures et de 19h30. Le 1er janvier 2014, il redevient éditeur du JT de la RTBF. Enfin, en septembre 2016, il prend les commandes et la présentation de la nouvelle émission politique de la RTBF : À votre avis.
En 2020, il anime aussi les éditions spéciales liées à la crise du Covid-19. Il sera également le présentateur des émissions qui encadrent les décisions du gouvernement belge dans le cadre de la pandémie. Il devient un des journalistes les plus en vue[réf. nécessaire] lors de cette crise avec des émissions qui vont, de plus en plus, donner la parole aux citoyens afin que des experts leur répondent. À votre avis disparaît en février 2020 et est remplacée par QR l’actu, le lundi et le mardi soir, ainsi que par QR le débat, le mercredi soir. Sacha Daout reste le présentateur de ces différents programmes. Il continue également, occasionnellement, à effectuer quelques remplacements à la présentation du JT[réf. souhaitée][réf. souhaitée].
Sacha Daout est également joueur du jeu Diplomatie. Son meilleur résultat en compétition est une troisième place au championnat de Belgique de 2004. Il a participé une fois au championnat du monde (à Paris en 2013), terminé à la 25e place,.
Il a deux enfants, Olivia et Robin, nés respectivement en 2005 et en 2007.